# Tungvikt i boxning vid olympiska sommarspelen 1980
Resultat från boxning vid olympiska sommarspelen 1980 och herrarnas tungvikt. De 14 boxarna vägde över 81 kg. Tävlingarna arrangerades i Indoor Stadium of the Olympiski Sports Complex i Moskva.

## Medaljörer
| Klass    | Guld                     | Silver                      | Brons                          |
| Tungvikt | Teófilo Stevenson · Kuba | Pyotr Zayev · Sovjetunionen | Jürgen Fanghänel · Östtyskland |
| Tungvikt | Teófilo Stevenson · Kuba | Pyotr Zayev · Sovjetunionen | István Lévai · Ungern          |

## Resultat

### Första rundan
| Vinnare                 | Resultat      | Förlorare              |
| Första rundan           | Första rundan | Första rundan          |
| ----------------------- | ------------- | ---------------------- |
| Teófilo Stevenson (CUB) | KO-1          | Solomon Ataga (NGR)    |
| Grzegorz Skrzecz (POL)  | RSC-1         | William Isangura (TAN) |
| Petar Stoimenov (BUL)   | RSC-2         | Naasan Ajjoub (SYR)    |
| Jürgen Fanghänel (GDR)  | 4-1           | Luis Castillo (ECU)    |
| Piotr Zaev (URS)        | 5-0           | Azis Salihu (YUG)      |
| Francesco Damiani (ITA) | 4-1           | Teodor Pîrjol (ROU)    |

### Kvartsfinaler
| Vinnare                 | Resultat      | Förlorare               |
| Kvartsfinaler           | Kvartsfinaler | Kvartsfinaler           |
| ----------------------- | ------------- | ----------------------- |
| Teófilo Stevenson (CUB) | KO-3          | Grzegorz Skrzecz (POL)  |
| István Lévai (HUN)      | 4-1           | Anders Eklund (SWE)     |
| Jürgen Fanghänel (GDR)  | RSC-2         | Petar Stoimenov (BUL)   |
| Piotr Zaev (URS)        | 5-0           | Francesco Damiani (ITA) |

### Semifinaler
| Vinnare                 | Resultat    | Förlorare              |
| Semifinaler             | Semifinaler | Semifinaler            |
| ----------------------- | ----------- | ---------------------- |
| Teófilo Stevenson (CUB) | 5-0         | István Lévai (HUN)     |
| Piotr Zaev (URS)        | 5-0         | Jürgen Fanghänel (GDR) |

### Final
| Vinnare                 | Resultat | Förlorare        |
| Final                   | Final    | Final            |
| ----------------------- | -------- | ---------------- |
| Teófilo Stevenson (CUB) | 4-1      | Piotr Zaev (URS) |